# Интеграл
Интеграл је један од најважнијих појмова математичке анализе. Постоји више врста интеграла, међу којима су најпознатији неодређени, одређени, Стилтјесов и други.
Неодређени интеграл се уводи као функција у извесном смислу инверзна диференцирању, односно као скуп свих примитивних функција за функцију која се интеграли. Одређени (или Риманов) интеграл се уводи помоћу тзв. интегралних сума. Иако је проучавање ових интеграла у почетку текло независно, чувена је формула која успоставља везу између њих - Њутн-Лајбницова формула.

## Неодређени интеграл
Под неодређеним интегралом назива се скуп свих примитивних функција функције {\displaystyle f(x)} и означава се са:
{\displaystyle \int f(x)\,dx,}
где се {\displaystyle f(x)} назива „подинтегралном функцијом (интеграндом)”, док је {\displaystyle f(x)\,dx} „подинтегрални израз”.

## Одређени интеграл
Да би се могао увести појам одређеног интеграла, пре свега је потребно увести појмове поделе сегмента, параметра поделе, скупа изабраних тачака поделе и Дарбуове суме.
Под поделом сегмента {\displaystyle [a,b]} се сматра било који коначан непразан скуп са елементима {\displaystyle x_{0},x_{1},...,x_{n}}, где је {\displaystyle x_{0}=a,x_{n}=b} и {\displaystyle x_{i-1}<x_{i},i=1,...,n}. Параметар ове поделе јесте {\displaystyle max(x_{i}-x_{i-1})} за {\displaystyle i=1,...,n}. Скуп изабраних тачака ове поделе је скуп са елементима {\displaystyle \xi _{1},\xi _{2},...,\xi _{n}} за које важи {\displaystyle {x_{i-1}}\leq \xi _{i}\leq x_{i}} за све {\displaystyle i=1,...,n}. Дарбуова сума функције {\displaystyle f} са датом поделом {\displaystyle P} и скупом изабраних тачака {\displaystyle \xi } је {\displaystyle \sum _{i=1}^{n}f(\xi _{i})\cdot (x_{i}-x_{i-1})}.
Сада је, по дефиницији, одређени интеграл функције {\displaystyle f} на сегменту {\displaystyle [a,b]} таква константа {\displaystyle I} за коју важи
{\displaystyle (\forall \epsilon >0)(\exists \delta >0)(\forall P,\xi )\lambda (P)<\delta \implies |S(f,P,\xi )-I|<\epsilon },
где су {\displaystyle P} — подела сегмента {\displaystyle [a,b]}, {\displaystyle \xi } — скуп изабраних тачака поделе {\displaystyle P}, {\displaystyle \lambda (P)} — параметар поделе {\displaystyle P} и {\displaystyle S(f,P,\xi )} — Дарбуова сума функције {\displaystyle f} при подели {\displaystyle P} и скупу изабраних тачака {\displaystyle \xi }. Тада се каже да је {\displaystyle f} интеграбилна на {\displaystyle [a,b]}. Број {\displaystyle I} који задовољава горенаведени критеријум се означава са

{\displaystyle \int _{a}^{b}f(x)dx}.
Важно је назначити да немају све функције одређени интеграл на неком сегменту. Таква је Вајерштрасова функција која реалан број пресликава у 1 ако и само ако је рационалан и није 0, а иначе у 0. Испоставља се да је потребан и довољан услов да нека буде интеграбилна на неком сегменту њена прекидност у коначно много (или ни у једној) тачака тог сегмента.

## Основна теорема интегралног рачуна
Основна теорема интегралног рачуна (која се често назива Њутн-Лајбницовом формулом) даје везу одређеног и неодређеног интеграла. Њом је доказано да се вредност одређеног интеграла може рачунати помоћу неодређеног интеграла (антидеривације) по формули:
{\displaystyle \int _{a}^{b}\!f(x)\,dx=F(b)-F(a)\,}
где је F(x) примитивна функција (антидеривација) функције f(x).

## Методе интегрирања
За разлику од деривирања, интегрирање је знатно сложенији поступак. Док се познавањем таблице деривација елементарних функција и правила за деривирање (збира, разлике, производа, количника и сложене функције) може деривирати свака функцију, код интегрирања поступак није тако једноставан. Интегрирање познаје само два (елементарна) правила:
- Правило за интегрирање функције помножене скаларом

{\displaystyle \int A\cdot f(x)\,dx=A\cdot \int f(x)\,dx}
- Правило за интегрирање збира и разлике функција

{\displaystyle \int (f(x)\pm g(x))\,dx=\int f(x)\,dx\pm \int g(x)\,dx}
Не постоје правила за интегрирање производа, количника или сложене функције, а многи интеграли су доказано нерјешиви помоћу елементарних функција, попут интеграла {\displaystyle \int e^{x^{2}}\,dx}.
Три основне методе које се користе за решавање интеграла су:
- Метода непосредне интеграције је метода у којој је циљ да се подинтегрална функција f(x) запише на математички еквивалентан начин, који омогућава интегрирање помоћу таблице основних интеграла. На пример, не постоји правило за интегрирање умношка {\displaystyle \int (x\cdot {\sqrt {x}})\,dx}, али ако се подинтегрална функција запише свођењем израза на заједничку базу x, {\displaystyle \int x^{\frac {3}{2}}\,dx}, интеграл се решавамо уз помоћ таблице основних интеграла.
- Метода супституције је метода којом се део или цела подинтегрална функција замењује једноставнијим изразом.
- Метода парцијалне интеграције је метода чија је основна формула изведена из формуле за деривирање умношка. Смисао методе је, према поступку описаном формулом, део подинтегралне функције деривирати, а део интегрисати (отуда и назив парцијална интеграција). Циљ је да се добије једноставнији облик интеграла.

## Неправи интеграл
Неправи интеграл је проширење концепта интеграла на полуотворене сегменте или на интервал {\displaystyle (a,b)}, с тим да рубна тачка b може бити бесконачна и функција у околини тачке b може бити неограничена.
Размотримо функцију {\displaystyle x\mapsto e^{-x}}. Помоћу неправог интеграла може се скупу испод графа те функције, и изнад осе x, на {\displaystyle [0,+\infty )} доделити његова површина и то на овај начин:
{\displaystyle \int _{0}^{+\infty }e^{-x}dx=\lim _{B\to +\infty }\int _{0}^{B}e^{-x}dx.}
У том случају написани лимес се назива неправим интегралом. Ако постоји тај лимес онда се каже да интеграл конвергира. Обично се у литератури неправи интеграл записује исто као и обичан интеграл, па читатељ треба испитивањем подинтегралне функције и граница интеграције да утврди о којем је интегралу реч.